# Гезика
Гезика — покинутый аул в Шаройском районе Чеченской Республики.

## География
Расположен на правом берегу реки Шароаргун, к югу от районного центра Химой.
Ближайшие населённые пункты и развалины бывших аулов: на северо-западе — село Химой и бывшие аулы Цейкара и Эльтыаул, на северо-востоке — бывший аул Басой, на юго-западе — бывшие аулы Говолдой, Хиндушты и село Чайры, на юго-востоке — бывшие аулы Рахулахле и Кататлы, на востоке — бывший аул Умарджело, на западе — бывший аул Галикорт.